# Шаронов Всеволод Васильович
Всеволод Васильович Шаронов (рос. Всеволод Васильевич Шаронов; 10 березня 1901 — 27 листопада 1964) — радянський астроном.

## Життєпис
Народився в Петербурзі. У 1918 вступив до Петроградського університету. У 1919—1924 перебував у лавах Червоної армії. Закінчив університет у 1926. У 1929 закінчив аспірантуру при Астрономічному інституті в Ленінграді (нині Інститут теоретичної астрономії АН), потім працював в Ташкентській обсерваторії. Після повернення до Ленінграда працював у Державному науково-дослідному інституті аерозйомки, Пулковській обсерваторії, потім — у Ленінградському університеті (з 1944 професор, у 1950—1961 директор обсерваторії університету, з 1932 завідував створеною ним фотометричною лабораторією обсерваторії).
Основні наукові роботи присвячені фотометрії планет. Розробив методи вимірювань, що дозволяють отримати альбедо небесних тіл, а також визначити їхні кольори. Успішно застосував абсолютну фотометрію до вивчення природи місячної поверхні. Опублікував таблиці і графіки, що виражають зміни з фазою різних фотометричних характеристик більш ніж ста місячних об'єктів. Запропонував так звану метеорно-шлакову теорію будови зовнішнього покриву місячної поверхні. Виконав серію фотометричних і колориметричних спостережень Марса під час протистоянь 1939, 1956, 1958 і порівняв фотометричні характеристики Марса з отриманими в лабораторних умовах альбедо і кольорами зразків земних пустель та інших форм кори вивітрювання. Провів фотометричні дослідження інших планет, а також сонячної корони. Створив теорію вимірювача видимості і розробив новий тип вимірювача, названий ним «димкоміром». Займався вивченням сріблястих хмар, очолював роботи у цій галузі в СРСР. Брав участь у шести експедиціях зі спостереження сонячних затемнень.
Автор книг «Вимірювання і розрахунок видимості далеких предметів» (1947), «Марс» (1947), «Природа планет» (1958) та інших. Проводив велику педагогічну і популяризаторську роботу.